# Geert Bourgeois
Pour les articles homonymes, voir Bourgeois.
Geert Bourgeois, né le 6 juillet 1951 à Roulers, est un avocat et homme politique belge, nationaliste flamand, membre de la Volksunie, puis de la N-VA. Il est ministre-président flamand du 25 juillet 2014 au 2 juillet 2019. Il est député européen de 2019 à 2024.

## Biographie
Le père de Geert Bourgeois, Emiel Bourgeois, naît à la fin de la Première Guerre mondiale le 10 octobre 1918 à Hulste. Il est enseignant. Après la Seconde Guerre mondiale, il est mis en prison pour avoir collaboré avec les Allemands durant la guerre. Il est ensuite réhabilité en directeur d'une école primaire. Emiel Bourgeois meurt en 1998, après avoir eu quatre enfants avec Gaby Vens, sa femme.
Geert Bourgeois suit ses humanités à l'école Sint-Jozefscollege à Izegem. Il étudie ensuite le droit à l'Université de Gand, qu'il termine en 1975. Cette même année, il se marie à Betty Hoste avec laquelle il crée un cabinet d'avocat.
Bourgeois entre en politique en 1977, année où il est élu conseiller communal à Izegem, commune dont il est premier échevin de 1983 à 1994. Membre de la Volksunie, il est élu député à la Chambre des représentants en 1995, puis réélu en 1999 et 2003.
Politiquement, Bourgeois est un nationaliste flamand, fondateur de la Nieuw-Vlaamse Alliantie (N-VA), regroupant les membres les plus radicaux de l'ancienne Volksunie, dissoute en 2001, partisans d'une Flandre indépendante.
Au niveau régional, il est élu au Parlement flamand en 2004 et devient ministre des Affaires administratives, de la Politique extérieure, des Médias et du Tourisme du Gouvernement flamand du 22 juillet 2004 au 22 septembre 2008, date à laquelle il démissionne. Le 11 juillet 2009, il devient vice-ministre-président flamand, chargé des Affaires intérieures, de l'Intégration et de la Périphérie (de Bruxelles).
Réélu le 25 mai 2014 comme député flamand, il est désigné sénateur de la communauté flamande, mais devient finalement ministre-président flamand le 25 juillet suivant.
Chef de file de la liste N-VA pour les élections européennes, il est élu le 26 mai 2019. Il annonce sa démission de son poste de ministre-président à compter du 1er juillet suivant. Il ne représente pas en 2024.

## Publications
- (nl) De puinhoop van paars-groen (2002)